# Пам'ятник Івану Ткаченку
Пам'ятник Ткаченку — пам'ятка монументального мистецтва місцевого значення. Взято на облік згідно розпорядження виконавчого комітету Донецької міської ради депутатів трудящих № 280-р від 19 квітня 1983 року під охоронним номером 1869. Знаходиться в Ленінському районі Донецька, на площі Ткаченка. Географічні координати: 47°58′27.42″ пн. ш. 37°48′29.63″ сх. д. / 47.9742833° пн. ш. 37.8082306° сх. д.. До площі веде вулиця, також названа ім'ям Ткаченка.
Іван Пилипович Ткаченко — Герой Радянського Союзу. Народився в Юзівці. Працював слюсарем на Донецькому металургійному заводі з 1933 по 1940 роки.
Пам'ятник було встановлено за клопотанням робітників Донецького металургійного заводу в пам'ять про колишнього робочого заводу. Відкриття пам'ятника відбулося 17 липня 1980 року. Автори пам'ятника: скульптори — Л. П. Казанська і М. А. Баранов, архітектор — Н. М. Піддубний.
Пам'ятник являє собою фігуру Івана Пилиповича Ткаченка у повний зріст, одягненого у військову форму. У правій руці він тримає бінокль, біля лівого стегна планшет.

Постамент облицьований сірим гранітом. На постаменті напис: 
|  | ГЕРОЙ СОВЕТСКОГО СОЮЗА ТКАЧЕНКО ИВАН ФИЛИППОВИЧ |